# Pycnomorphidiellus polyphagus
Pycnomorphidiellus polyphagus là một loài bọ cánh cứng trong họ Cerambycidae.